# Валчанський потік
Валчанський потік (словац. Valčiansky potok) — річка в Словаччині; ліва притока Турца. Протікає в окрузі Мартін.
Довжина — 11.9 км. У верхній течії творить Валчанську долину. Витікає в масиві Мала Фатра на висоті 850 метрів. Впадає Слованський потік.
Протікає селами Валча; Трново і Бениці. Впадає у Турієц на висоті 422 метри.